# Ibicella parodii
Ibicella parodii, conocida vulgarmente como asta del diablo, es una de las tres especies de plantas reconocidas del género Ibicella de la familia Martyniaceae. Habita en el norte de Argentina.

## Taxonomía
Fue descrita científicamente en 1939 por Delia Abbiatti en la publicación Notas del Museo de La Plata. Botanica (Buenos Aires, Argentina: Instituto del Museo de la Universidad Nacional de La Plata) 4 (29): 458. 1939., como parte de la familia Pedaliaceae.

## Ecología
La especie es endémica de Argentina. Es una hierba, tiene un ciclo de vida anual, crece en época estival y es perjudicial para los cultivos estivales de zonas medanosas. Es una planta protocarnívora, puesto que no produce enzimas digestivas. Se limita a capturar insectos y luego aprovechar el producto de su descomposición.